# Bayerischer Jazzpreis
Der Bayerische Jazzpreis ehrte Persönlichkeiten der Zivilgesellschaft, die sich in Politik, Wirtschaft oder Gesellschaft mit Nachdruck für die Belange des Jazz in Bayern einsetzen und letztlich die Weiterentwicklung des Nachwuchses dauerhaft prägen. 
Das Bayerische Jazzinstitut, die Landesarbeitsgemeinschaft Jazz in Bayern e. V. und das Landes-Jugendjazzorchester Bayern unter Leitung von Harald Rüschenbaum hatten den Preis im Jahr 2003 gestiftet.
Der Preis, eine eigens entworfene Plastik, wurde zwischen 2003 und 2008 im Rahmen von Konzerten verliehen. Ihn erhielten: 
- 2003: Dirk Hewig (Ministerialbeamter)
- 2005: Joe Kienemann
- 2006: Gustav Adolf Rabus (Direktor, Bayerische Musikakademie Marktoberdorf)
- 2007: Christiane Böhnke-Geisse (Programmverantwortliche des Jazzclub Unterfahrt in München)